# Grenoble (quận)
Quận Grenoble là một quận của Pháp nằm trong tỉnh Isère thuộc vùng Rhône-Alpes.  Nó có 39 tổng và 297 xã.

## Các đơn vị hành chính

### Các tổng
Các tổng của quận Grenoble là:
1. Allevard
2. Le Bourg-d'Oisans
3. Clelles
4. Corps
5. Domène
6. Échirolles-Est
7. Échirolles-Ouest
8. Eybens
9. Fontaine-Sassenage
10. Fontaine-Seyssinet
11. Goncelin
12. Grenoble 1st Canton
13. Grenoble 2nd Canton
14. Grenoble 3rd Canton
15. Grenoble 4th Canton
16. Grenoble 5th Canton
17. Grenoble 6th Canton
18. Mens
19. Meylan
20. Monestier-de-Clermont
21. La Mure
22. Pont-en-Royans
23. Rives
24. Roybon
25. Saint-Égrève
26. Saint-Étienne-de-Saint-Geoirs
27. Saint-Ismier
28. Saint-Laurent-du-Pont
29. Saint-Marcellin
30. Saint-Martin-d'Hères-Nord
31. Saint-Martin-d'Hères-Sud
32. Le Touvet
33. Tullins
34. Valbonnais
35. Vif
36. Villard-de-Lans
37. Vinay
38. Vizille
39. Voiron

### Các xã
Các xã của quận Grenoble và mã INSEE là:
| 1. Allemond (38005)                     | 2. Allevard (38006)                        | 3. Ambel (38008)                             | 4. Auberives-en-Royans (38018)           |
| 5. Auris (38020)                        | 6. Autrans (38021)                         | 7. Avignonet (38023)                         | 8. Barraux (38027)                       |
| 9. Beaucroissant (38030)                | 10. Beaufin (38031)                        | 11. Beaufort (38032)                         | 12. Beaulieu (38033)                     |
| 13. Beauvoir-en-Royans (38036)          | 14. Bernin (38039)                         | 15. Besse (38040)                            | 16. Bessins (38041)                      |
| 17. Biviers (38045)                     | 18. Bressieux (38056)                      | 19. Bresson (38057)                          | 20. Brion (38060)                        |
| 21. Brié-et-Angonnes (38059)            | 22. Brézins (38058)                        | 23. Champ-sur-Drac (38071)                   | 24. Champagnier (38068)                  |
| 25. Chamrousse (38567)                  | 26. Chantelouve (38073)                    | 27. Chantesse (38074)                        | 28. Chapareillan (38075)                 |
| 29. Charnècles (38084)                  | 30. Chasselay (38086)                      | 31. Chatte (38095)                           | 32. Chevrières (38099)                   |
| 33. Chichilianne (38103)                | 34. Chirens (38105)                        | 35. Cholonge (38106)                         | 36. Choranche (38108)                    |
| 37. Château-Bernard (38090)             | 38. Châtelus (38092)                       | 39. Châtenay (38093)                         | 40. Claix (38111)                        |
| 41. Clavans-en-Haut-Oisans (38112)      | 42. Clelles (38113)                        | 43. Cognet (38116)                           | 44. Cognin-les-Gorges (38117)            |
| 45. Cordéac (38125)                     | 46. Corenc (38126)                         | 47. Cornillon-en-Trièves (38127)             | 48. Corps (38128)                        |
| 49. Corrençon-en-Vercors (38129)        | 50. Coublevie (38133)                      | 51. Cras (38137)                             | 52. Crolles (38140)                      |
| 53. Dionay (38145)                      | 54. Domène (38150)                         | 55. Engins (38153)                           | 56. Entraigues (38154)                   |
| 57. Entre-deux-Guiers (38155)           | 58. Eybens (38158)                         | 59. Fontaine (38169)                         | 60. Fontanil-Cornillon (38170)           |
| 61. Froges (38175)                      | 62. Gières (38179)                         | 63. Goncelin (38181)                         | 64. Grenoble (38185)                     |
| 65. Gresse-en-Vercors (38186)           | 66. Herbeys (38188)                        | 67. Huez (38191)                             | 68. Hurtières (38192)                    |
| 69. Izeaux (38194)                      | 70. Izeron (38195)                         | 71. Jarrie (38200)                           | 72. L'Albenc (38004)                     |
| 73. La Buisse (38061)                   | 74. La Buissière (38062)                   | 75. La Chapelle-du-Bard (38078)              | 76. La Combe-de-Lancey (38120)           |
| 77. La Ferrière (38163)                 | 78. La Flachère (38166)                    | 79. La Forteresse (38171)                    | 80. La Frette (38174)                    |
| 81. La Garde (38177)                    | 82. La Morte (38264)                       | 83. La Motte-Saint-Martin (38266)            | 84. La Motte-d'Aveillans (38265)         |
| 85. La Mure (38269)                     | 86. La Murette (38270)                     | 87. La Pierre (38303)                        | 88. La Rivière (38338)                   |
| 89. La Salette-Fallavaux (38469)        | 90. La Salle-en-Beaumont (38470)           | 91. La Sône (38495)                          | 92. La Terrasse (38503)                  |
| 93. La Tronche (38516)                  | 94. La Valette (38521)                     | 95. Laffrey (38203)                          | 96. Lalley (38204)                       |
| 97. Lans-en-Vercors (38205)             | 98. Laval (38206)                          | 99. Lavaldens (38207)                        | 100. Lavars (38208)                      |
| 101. Le Bourg-d'Oisans (38052)          | 102. Le Champ-près-Froges (38070)          | 103. Le Cheylas (38100)                      | 104. Le Freney-d'Oisans (38173)          |
| 105. Le Gua (38187)                     | 106. Le Monestier-du-Percy (38243)         | 107. Le Moutaret (38268)                     | 108. Pont-de-Claix (38317)               |
| 109. Le Périer (38302)                  | 110. Le Sappey-en-Chartreuse (38471)       | 111. Le Touvet (38511)                       | 112. Le Versoud (38538)                  |
| 113. Lentiol (38209)                    | 114. Les Adrets (38002)                    | 115. Les Côtes-de-Corps (38132)              | 116. Livet-et-Gavet (38212)              |
| 117. Lumbin (38214)                     | 118. Malleval-en-Vercors (38216)           | 119. Marcieu (38217)                         | 120. Marcilloles (38218)                 |
| 121. Marcollin (38219)                  | 122. Marnans (38221)                       | 123. Mayres-Savel (38224)                    | 124. Mens (38226)                        |
| 125. Meylan (38229)                     | 126. Miribel-Lanchâtre (38235)             | 127. Miribel-les-Échelles (38236)            | 128. Mizoën (38237)                      |
| 129. Moirans (38239)                    | 130. Monestier-d'Ambel (38241)             | 131. Monestier-de-Clermont (38242)           | 132. Mont-Saint-Martin (38258)           |
| 133. Mont-de-Lans (38253)               | 134. Montagne (38245)                      | 135. Montaud (38248)                         | 136. Montbonnot-Saint-Martin (38249)     |
| 137. Montchaboud (38252)                | 138. Monteynard (38254)                    | 139. Montfalcon (38255)                      | 140. Morette (38263)                     |
| 141. Morêtel-de-Mailles (38262)         | 142. Murianette (38271)                    | 143. Murinais (38272)                        | 144. Méaudre (38225)                     |
| 145. Nantes-en-Ratier (38273)           | 146. Notre-Dame-de-Commiers (38277)        | 147. Notre-Dame-de-Mésage (38279)            | 148. Notre-Dame-de-Vaulx (38280)         |
| 149. Notre-Dame-de-l'Osier (38278)      | 150. Noyarey (38281)                       | 151. Oris-en-Rattier (38283)                 | 152. Ornon (38285)                       |
| 153. Oulles (38286)                     | 154. Oz (38289)                            | 155. Pellafol (38299)                        | 156. Percy (38301)                       |
| 157. Pierre-Châtel (38304)              | 158. Pinsot (38306)                        | 159. Plan (38308)                            | 160. Poisat (38309)                      |
| 161. Poliénas (38310)                   | 162. Pommiers-la-Placette (38312)          | 163. Ponsonnas (38313)                       | 164. Pont-en-Royans (38319)              |
| 165. Pontcharra (38314)                 | 166. Presles (38322)                       | 167. Proveysieux (38325)                     | 168. Prunières (38326)                   |
| 169. Prébois (38321)                    | 170. Quaix-en-Chartreuse (38328)           | 171. Quet-en-Beaumont (38329)                | 172. Quincieu (38330)                    |
| 173. Renage (38332)                     | 174. Rencurel (38333)                      | 175. Revel (38334)                           | 176. Rives (38337)                       |
| 177. Roissard (38342)                   | 178. Rovon (38345)                         | 179. Roybon (38347)                          | 180. Réaumont (38331)                    |
| 181. Saint-André-en-Royans (38356)      | 182. Saint-Andéol (38355)                  | 183. Saint-Antoine-l'Abbaye (38359)          | 184. Saint-Appolinard (38360)            |
| 185. Saint-Arey (38361)                 | 186. Saint-Aupre (38362)                   | 187. Saint-Barthélemy-de-Séchilienne (38364) | 188. Saint-Baudille-et-Pipet (38366)     |
| 189. Saint-Bernard (38367)              | 190. Saint-Blaise-du-Buis (38368)          | 191. Saint-Bonnet-de-Chavagne (38370)        | 192. Saint-Cassien (38373)               |
| 193. Saint-Christophe-en-Oisans (38375) | 194. Saint-Christophe-sur-Guiers (38376)   | 195. Saint-Clair-sur-Galaure (38379)         | 196. Saint-Geoirs (38387)                |
| 197. Saint-Georges-de-Commiers (38388)  | 198. Saint-Gervais (38390)                 | 199. Saint-Guillaume (38391)                 | 200. Saint-Hilaire (38395)               |
| 201. Saint-Hilaire-du-Rosier (38394)    | 202. Saint-Honoré (38396)                  | 203. Saint-Ismier (38397)                    | 204. Saint-Jean-d'Hérans (38403)         |
| 205. Saint-Jean-de-Moirans (38400)      | 206. Saint-Jean-de-Vaulx (38402)           | 207. Saint-Jean-le-Vieux (38404)             | 208. Saint-Joseph-de-Rivière (38405)     |
| 209. Saint-Julien-de-Raz (38407)        | 210. Saint-Just-de-Claix (38409)           | 211. Saint-Lattier (38410)                   | 212. Saint-Laurent-du-Pont (38412)       |
| 213. Saint-Laurent-en-Beaumont (38413)  | 214. Saint-Marcellin (38416)               | 215. Saint-Martin-d'Hères (38421)            | 216. Saint-Martin-d'Uriage (38422)       |
| 217. Saint-Martin-de-Clelles (38419)    | 218. Saint-Martin-de-la-Cluze (38115)      | 219. Saint-Martin-le-Vinoux (38423)          | 220. Saint-Maurice-en-Trièves (38424)    |
| 221. Saint-Maximin (38426)              | 222. Saint-Michel-de-Saint-Geoirs (38427)  | 223. Saint-Michel-en-Beaumont (38428)        | 224. Saint-Michel-les-Portes (38429)     |
| 225. Saint-Mury-Monteymond (38430)      | 226. Saint-Nazaire-les-Eymes (38431)       | 227. Saint-Nicolas-de-Macherin (38432)       | 228. Saint-Nizier-du-Moucherotte (38433) |
| 229. Saint-Pancrasse (38435)            | 230. Saint-Paul-d'Izeaux (38437)           | 231. Saint-Paul-de-Varces (38436)            | 232. Saint-Paul-lès-Monestier (38438)    |
| 233. Saint-Pierre-d'Allevard (38439)    | 234. Saint-Pierre-d'Entremont (38446)      | 235. Saint-Pierre-de-Bressieux (38440)       | 236. Saint-Pierre-de-Chartreuse (38442)  |
| 237. Saint-Pierre-de-Chérennes (38443)  | 238. Saint-Pierre-de-Méaroz (38444)        | 239. Saint-Pierre-de-Mésage (38445)          | 240. Saint-Quentin-sur-Isère (38450)     |
| 241. Saint-Romans (38453)               | 242. Saint-Sauveur (38454)                 | 243. Saint-Siméon-de-Bressieux (38457)       | 244. Saint-Sébastien (38456)             |
| 245. Saint-Théoffrey (38462)            | 246. Saint-Vincent-de-Mercuze (38466)      | 247. Saint-Vérand (38463)                    | 248. Saint-Égrève (38382)                |
| 249. Saint-Étienne-de-Crossey (38383)   | 250. Saint-Étienne-de-Saint-Geoirs (38384) | 251. Sainte-Agnès (38350)                    | 252. Sainte-Luce (38414)                 |
| 253. Sainte-Marie-d'Alloix (38417)      | 254. Sainte-Marie-du-Mont (38418)          | 255. Sarcenas (38472)                        | 256. Sassenage (38474)                   |
| 257. Serre-Nerpol (38275)               | 258. Seyssinet-Pariset (38485)             | 259. Seyssins (38486)                        | 260. Sillans (38490)                     |
| 261. Sinard (38492)                     | 262. Siévoz (38489)                        | 263. Sousville (38497)                       | 264. Susville (38499)                    |
| 265. Séchilienne (38478)                | 266. Tencin (38501)                        | 267. Theys (38504)                           | 268. Thodure (38505)                     |
| 269. Treffort (38513)                   | 270. Tréminis (38514)                      | 271. Tullins (38517)                         | 272. Têche (38500)                       |
| 273. Valbonnais (38518)                 | 274. Valjouffrey (38522)                   | 275. Varacieux (38523)                       | 276. Varces-Allières-et-Risset (38524)   |
| 277. Vatilieu (38526)                   | 278. Vaujany (38527)                       | 279. Vaulnaveys-le-Bas (38528)               | 280. Vaulnaveys-le-Haut (38529)          |
| 281. Venon (38533)                      | 282. Veurey-Voroize (38540)                | 283. Vif (38545)                             | 284. Villard-Bonnot (38547)              |
| 285. Villard-Notre-Dame (38549)         | 286. Villard-Reculas (38550)               | 287. Villard-Reymond (38551)                 | 288. Villard-Saint-Christophe (38552)    |
| 289. Villard-de-Lans (38548)            | 290. Vinay (38559)                         | 291. Viriville (38561)                       | 292. Vizille (38562)                     |
| 293. Voiron (38563)                     | 294. Voreppe (38565)                       | 295. Vourey (38566)                          | 296. Vénosc (38534)                      |
| 297. Échirolles (38151)                 |                                            |                                              |                                          |